# Hans Westermann
 (novembre 2023).
Si vous disposez d'ouvrages ou d'articles de référence ou si vous connaissez des sites web de qualité traitant du thème abordé ici, merci de compléter l'article en donnant les références utiles à sa vérifiabilité et en les liant à la section « Notes et références ».
Pour les articles homonymes, voir Westermann.
Hans Westermann (né le 17 juillet 1890 à Hambourg, mort le 16 mars 1935 dans la même ville au camp de concentration de Fuhlsbüttel) est un homme politique communiste allemand, résistant au nazisme.

## Biographie
Tailleur de formation, Hans Westermann rejoint le Parti social-démocrate (SPD) en 1910, où il appartient à l'aile gauche du parti et assume des fonctions honorifiques. En 1914, l'opposant à la guerre est enrôlé dans la marine, période pendant laquelle il sympathise avec la Ligue spartakiste et le Parti social-démocrate indépendant (USPD). En novembre 1918, il est élu délégué de la flottille de dragueurs de mines au conseil des marins de Kiel et rejoint le Parti communiste (KPD) en 1919, où il devient secrétaire du parti à plein temps à Hambourg en 1921 et est principalement responsable des travaux du comité d'entreprise.
En 1925, Hans Westermann est brièvement expulsé du parti parce que, pour des raisons tactiques (l'empêchement de l'élection du candidat de droite Paul von Hindenburg) lors de l'élection présidentielle allemande de 1925 au second tour de scrutin, il avait voté pour la renonciation à la candidature d'Ernst Thalmann en faveur du social-démocrate Otto Braun. Après la destitution de la direction d'extrême gauche autour de Ruth Fischer et Arkadi Maslow, il est réintégré dans le parti et, en 1927, élu à la direction du district du KPD et un peu plus tard au Bürgerschaft de Hambourg. Hans Westermann, qui est considéré comme un expert des syndicats professionnels au KPD, fait partie du mouvement des conciliateurs au sein du parti et prend position contre l'intensification de la nouvelle direction à l'extrême gauche autour d'Ernst Thalmann, notamment en ce qui concerne la politique syndicale et le soutien à la Revolutionäre Gewerkschafts-Opposition (de). Hans Westermann est également l'un de ceux qui font campagne au sein du parti pour une coopération plus étroite et plus solidaire avec le SPD. Pour ces raisons, il est expulsé du KPD en 1930 avec Heinrich Stahmer (de) et Albert Sanneck (de). Hans Westermann démissionne aussitôt de son mandat, contrairement à Heinrich Stahmer, cependant, il ne rejoint pas le SPD ou plus tard le Parti socialiste ouvrier (SAP), mais avec sa compagne Käthe Latzke (de) fonde une "organisation de compromis" indépendante et sans nom à Hambourg, parfois appelée le Groupe Westermann.
Après la prise de pouvoir du Parti national-socialiste en 1933, le groupe de Hans Westermann passe dans l'illégalité. Un accent est mis sur le travail opérationnel, le groupe est en lien avec les dockers, les ouvriers de chantier naval et les employés. Hans Westermann, qui est emprisonné entre juin 1933 et août 1934, reste en contact, après sa sortie de prison, avec d'autres « groupes de compromis » à l'intérieur et à l'extérieur du KPD, comme le Comité pour l'unité prolétarienne (de) autour d'Eduard Wald (de). Dans le même temps, ses relations avec le KPD s'améliorent, elles reprennent début 1935. Après avoir entamé la réorganisation de la direction du parti de Hambourg, affaiblie par la répression de la Gestapo, peu de temps après, il est arrêté avec plusieurs membres du groupe dans la nuit du 5 au 6 mars 1935 et assassiné quelques jours plus tard dans le camp de concentration de Fuhlsbüttel.
Dans le Bosquet d'honneur des résistants de Hambourg (de) au cimetière d'Ohlsdorf à Hambourg, il y a une pierre en l'honneur de Hans Westermann (quatrième rangée à partir de la gauche, neuvième pierre). Une Stolpersteine est apposée devant le dernier domicile de Hans Westermann, Dammtorstrasse 20 à Hambourg-Neustadt. Le 8 juin 2012, des Stolpersteine sont posées devant l'hôtel de ville de Hambourg pour les membres assassinés du Bürgerschaft de Hambourg, dont Hans Westermann.